# Молодіжна збірна Грузії з футболу
Молодіжна збірна Грузії з футболу (груз. საქართველოს 21 წლამდე ფეხბურთელთა ნაკრები) — національна футбольна збірна Грузії гравців віком до 21 року (U-21), яка підпорядкована Грузинській футбольній федерації.

## Виступи начемпіонатах Європи
- 1978—1991: входила до складу СРСР і не мала збірної, визнаної ФІФА
- 1992—1994: не брала участі
- 1996: не пройшла кваліфікацію
- 1998: не пройшла кваліфікацію
- 2000: не пройшла кваліфікацію
- 2002: не пройшла кваліфікацію
- 2004: не пройшла кваліфікацію
- 2006: не пройшла кваліфікацію
- 2007: не пройшла кваліфікацію
- 2009: не пройшла кваліфікацію
- 2011: не пройшла кваліфікацію
- 2013: не пройшла кваліфікацію
- 2015: не пройшла кваліфікацію
- 2017: не пройшла кваліфікацію
- 2019: не пройшла кваліфікацію
- 2021: не пройшла кваліфікацію
- 2023: чвертьфінал
- 2025: груповий етап